# Vorgruppe

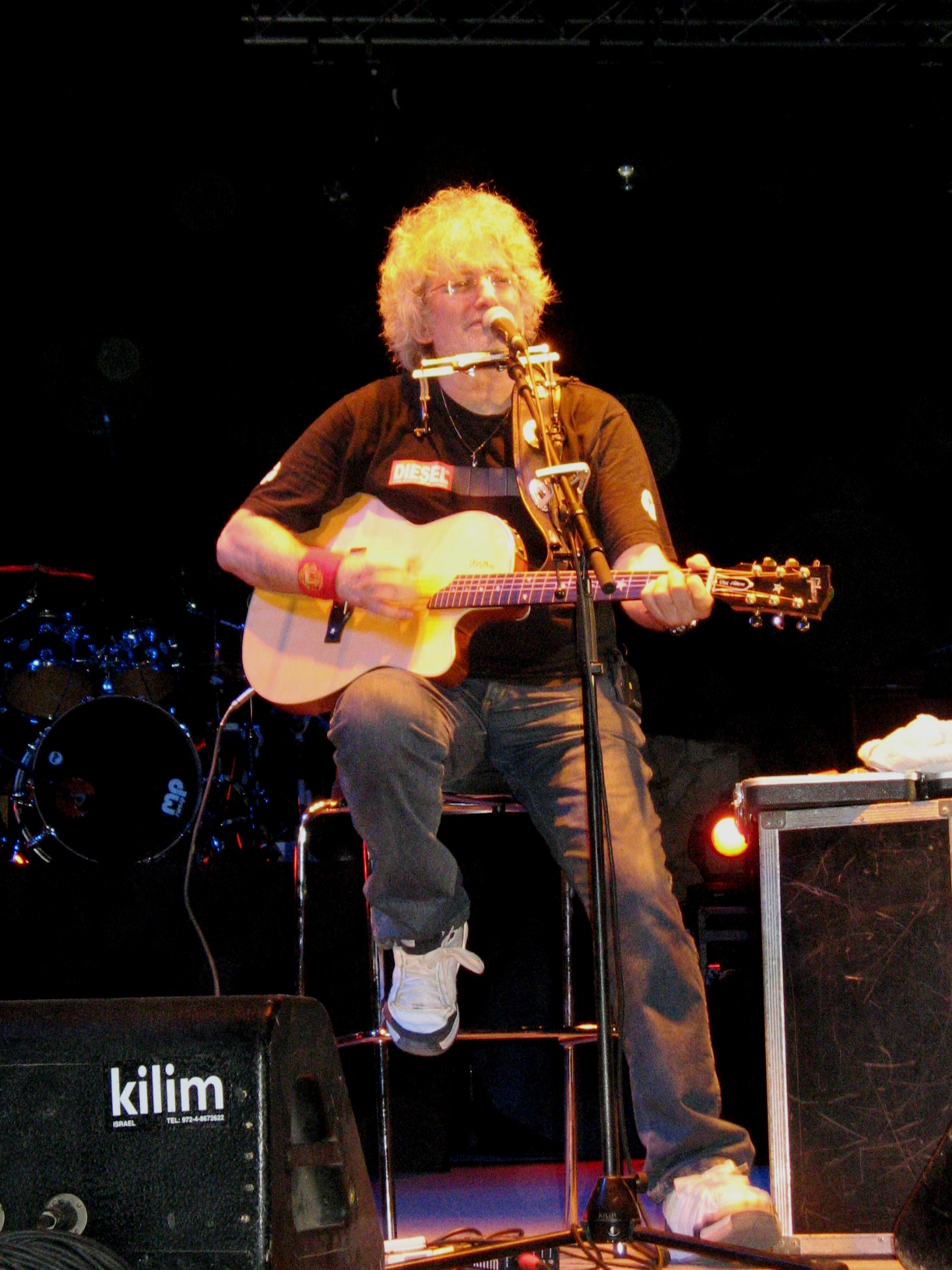
Dani Litani als Supporting Act von Joe Cocker (2008)

Als Vorgruppe oder auch Vorband (englisch supporting act oder opening act) bezeichnet man im Musikgeschäft die Bands oder Künstler, die bei einem Konzert vor dem eigentlichen Star des Abends, dem Headliner, auftreten.
Den Vorgruppen steht meist nur eine deutlich geringere Spielzeit als dem Hauptkünstler zur Verfügung (üblicherweise 20–40 Minuten), begrenzter Platz auf der Bühne, eingeschränkte Nutzung der Lichtanlage und unter Umständen eine begrenzte Leistung der Beschallungsanlage zur Verfügung.

## Kommerzieller Support
Im Club-Bereich oder bei kleineren Festivals ist es üblich, dass die Vorbands kaum (nur Benzingeld) oder gar nicht entschädigt werden oder nur eine geringe Gage erhalten. Bei Konzerten großer Stars hingegen ist es sogar üblich, dass unbekanntere Bands aufgrund des Werbeeffekts, der mit einem Auftritt als Vorgruppe verbunden ist, bis zu 10.000 Euro pro Abend bezahlen, um als Vorgruppe spielen zu dürfen.

## Tour Support
Beim Tour Support begleitet eine Band den Headliner auf der Tournee oder zumindest einem Teil davon. Das können befreundete Bands des Headliners sein, oder auch Bands, die von den Labels gestellt werden, weil sie noch zu wenig Zugkraft für eine eigene Tournee haben, oder auch ganz gezielt, um eine national bereits erfolgreiche Band international zu promoten. Letzteres oft auch in Verbindung mit der internationalen Veröffentlichung eines neuen Albums und mit entsprechend eingekauften Airplays (siehe auch Abschnitt Kommerzieller Support).

## Local Support
Beim Local Support spielen regionale oder nur national bekannte Bands, die meist vom lokalen Veranstalter engagiert werden. Hier kommt es in der Regel zu einer Win-win-Situation für beide Seiten, da die lokalen Bands Gelegenheit erhalten, mit international bekannteren Bands zu spielen und Kontakte zu knüpfen, die für eine spätere Karriere hilfreich sind. Gleichzeitig bringen die lokalen Bands oftmals ihr Stammpublikum mit, ohne dessen Unterstützung eine Tournee des Headliners gar nicht möglich wäre, da dieser zwar international Bekanntschaft genießt, jedoch zu wenig Zugkraft aufs lokale Publikum hat, um die eigenen Konzerte kostendeckend oder gewinnbringend durchzuführen. Bei größeren Konzerten werden auch gezielt junge Bands von ihrem Label zu Werbezwecken als Support gesetzt (siehe auch Abschnitt Kommerzieller Support).